# Cathédrale Saint-Nicolas de Ruski Krstur
Pour les articles homonymes, voir Cathédrale Saint-Nicolas.
La cathédrale Saint-Nicolas de Ruski Krstur (en serbe cyrillique : Русинска Гркокатоличка црква у Руском Крстуру ; en serbe latin : Rusinska Grkokatolička crkva u Ruskom Krsturu) est une cathédrale grecque catholique située à Ruski Krstur, dans la province de Voïvodine, dans la municipalité de Kula et dans le district de Bačka occidentale, en Serbie. Elle est inscrite sur la liste des monuments culturels de grande importance de la république de Serbie (identifiant no SK 1190).
Cette cathédrale est le siège de l'Éparchie Saint-Nicolas de Ruski Krstur des Byzantins.

## Présentation

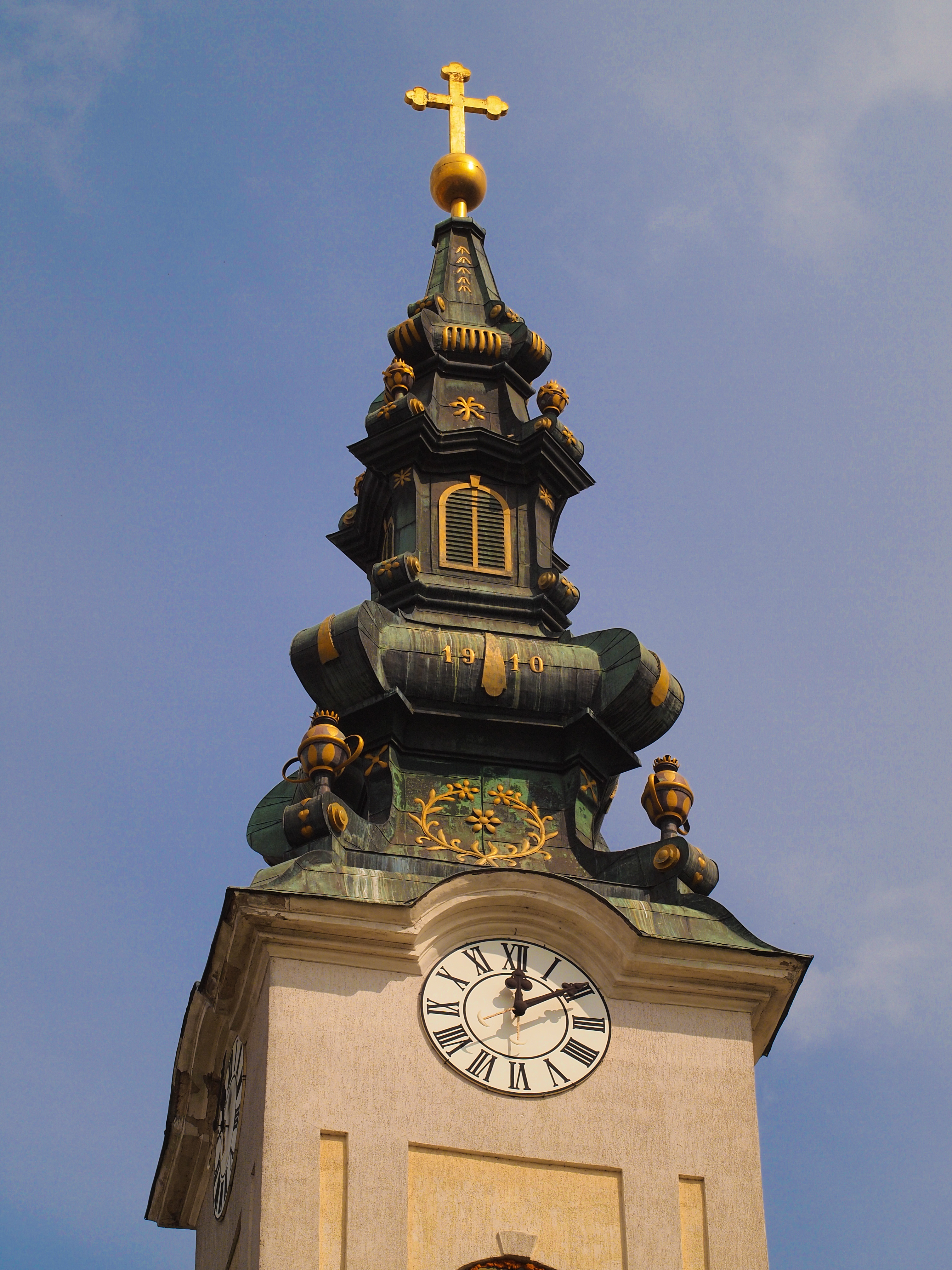
Détail du clocher

L'église a été construite en 1784 dans un style néo-classique ; elle a pris son apparence actuelle après des travaux de rénovation conduits en 1836, comme en témoigne une inscription située au-dessus du portail nord.
Elle est constituée d'une nef unique, avec une abside demi-circulaire à l'est de l'autel. Un haut clocher domine la façade occidentale, qui s'appuie sur quatre colonnes massives reliées par des arcs ; le portail principal est englobé dans un porche demi-circulaire.
À l'intérieur, l'iconostase a été sculptée par Aksentije Marković à partir de 1791 ; elle a été peinte en trois ans par Arsenije Teodorović, qui a également travaillé à la décoration du chœur et du trône de l'évêque ; ce peintre s'y montre un excellent portraitiste et un excellent coloriste. Les fresques ont été peintes en 1936 par Milenko Đurić.

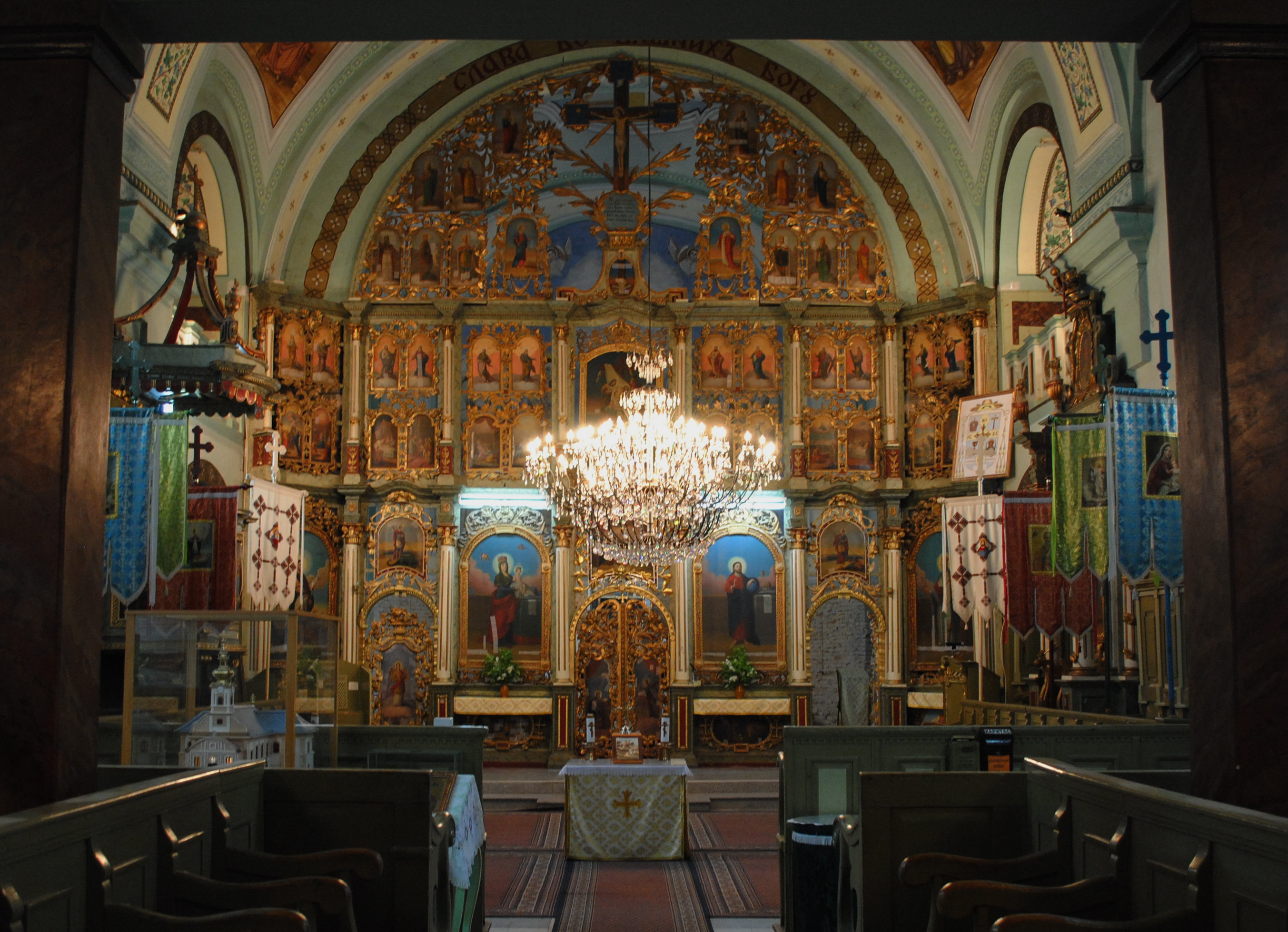
L'iconostase de l'église

L'iconostase a été restaurée entre 1961 et 1963 ; d'autres travaux de préservation ont été réalisés sur l'édifice en 1972.